# CHAA-FM
CHAA FM 103,3 est une station de radio communautaire francophone basée à Longueuil, dans la région de Montréal. Créée en 1987, elle émet sur la fréquence 103,3 Mhz grâce à une antenne ayant une puissance apparente rayonnée de 1 700 watts située sur la tour CBC/Radio-Canada du Mont-Royal depuis 2019, lui permettant de rejoindre 2 600 000 personnes dans le Montréal métropolitain. La radio diffuse du contenu exclusivement francophone sur la plage horaire 6h00-18h00 et, entre 2001 et 2019, a remporté à six reprises le prix «Station de radio communautaire de l’année, marché central et régional», en reconnaissance d'une programmation ayant des impacts majeurs sur l’industrie du disque de la musique francophone au Québec. FM 103,3 diffuse également des nouvelles aux échelles, locale, régionale et nationale et possède une liste d'émissions quotidiennes.  

## Historique
Février 1984, Maurice Giroux, journaliste, obtient une subvention du gouvernement fédéral canadien pour lutter contre le chômage chez les jeunes. Il y voit une opportunité de créer une radio communautaire sur la Rive-Sud et réussit à convaincre des collaborateurs de se joindre à lui. En seulement trois ans de travail acharné et grâce à un coup de pouce de René Levesque, grand amateur de radio, l'équipe réussit à obtenir un financement du ministère de la Culture et des Communications pour l'achat d'équipements techniques.     
En mars 1987, la Radio communautaire de la Rive Sud inc. obtient une licence d'exploitation pour une radio communautaire diffusant en langue française et incluant les communautés de Longueuil, Saint-Hubert, Brossard, Saint-Lambert, Greenfield Park et Ville-Lemoyne, ce qui à l'époque représente près de 350 000 habitants. La première fréquence de la radio sur la bande FM est alors 103,1 Mhz avec une puissance de 50 watts. Il est prévu que la station se finance grâce à la publicité (4 min par heure de diffusion) complétée par l'aide du programme d’assistance financière aux médias communautaires du gouvernement québécois. La station entre en ondes le 15 novembre 1987 et les studios se trouvent dans un presbytère, celui de l’église anglicane St. Mark à Longueuil, après avoir occupé temporairement des locaux du Cégep Édouard-Montpetit de Longueuil.    

### Une programmation au style original à l'époque

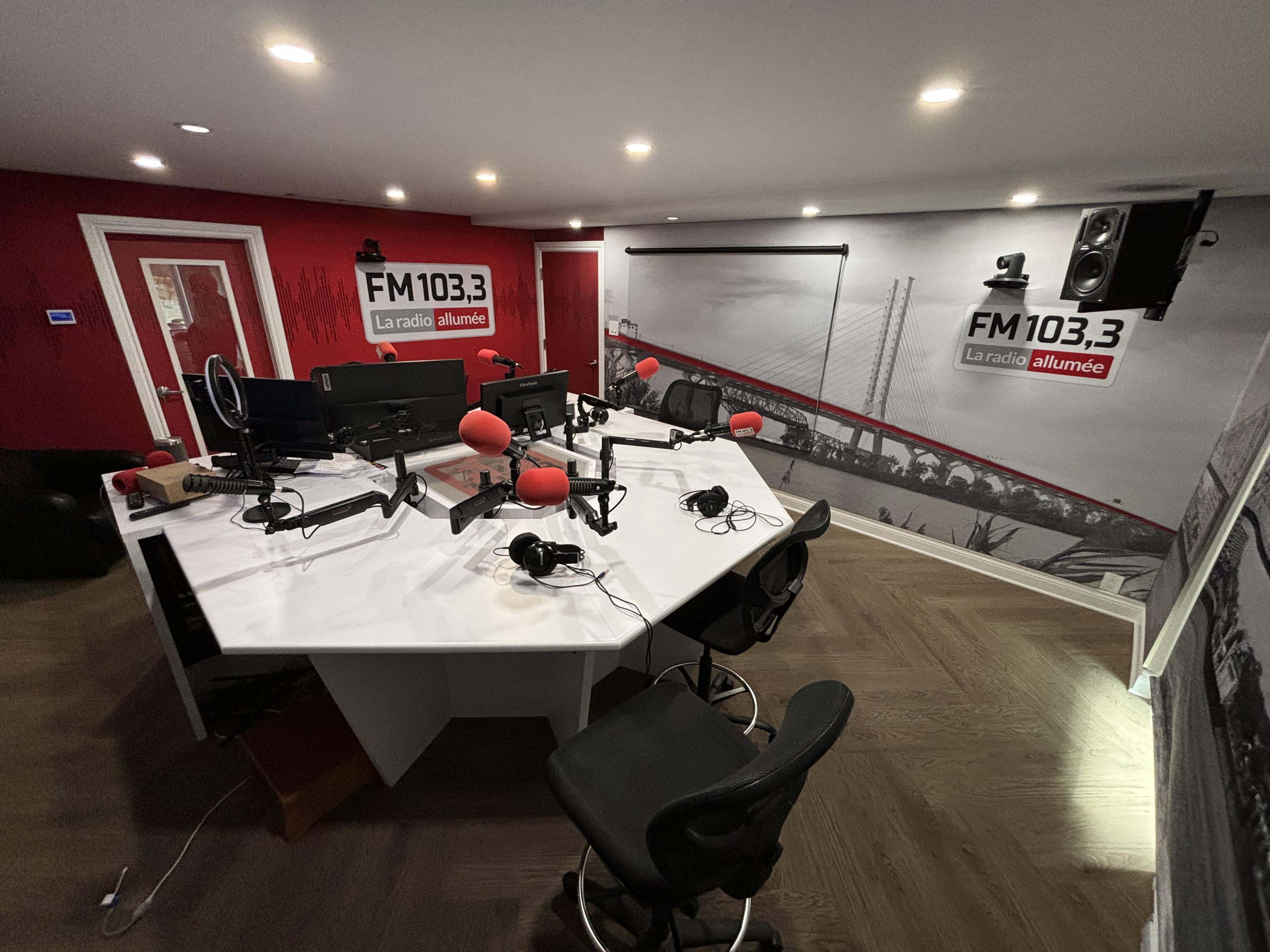
Photographie du studio.

La très jeune radio prend vite ses marques avec une programmation qui se veut à l'intervalle entre la mission d'une radio régionale, adaptée à un public non urbain, et celle d'une radio de métropole qui se voulait innovante. L'équipe réussit à proposer 126 heures d'émissions en direct sur un total de 168 heures par semaine. De plus, la radio possède une salle de nouvelles avec des journalistes rémunérés, chose rare à l'époque. La première chanson diffusée sur les ondes du 103.1 est Un trou dans les nuages (de l'album éponyme), de Michel Rivard. Quant au nom de la radio, CHAA-FM, il est l’œuvre de Maurice Giroux, qui voir alors le chat comme symbole de la banlieue.         

### Au bord de la fermeture dans les années 90
En juillet 1994, Éric Tétreault devient le nouveau directeur général de la station. Il découvre un organisme au bord de la faillite, qui peine à retenir ses bénévoles et à recruter des employés. La radio occupe toujours le presbytère de l'église St. Mark et la ville de Longueuil, propriétaire des lieux, a failli évincer l'organisme pour non paiement du loyer en 1992, comme en témoigne l'article d'un journal local. En puisant sur ses économies personnelles, en usant de son imagination et en gagnant la confiance de la banque, le nouveau directeur général réussit a acheter un immeuble de trois étages sur la rue Saint-Jean à Longueuil. La radio communautaire de la Rive-Sud peut enfin commencer un long travail d'expansion.  

### La quête de l'augmentation de puissance et la sauvegarde de la fréquence
Le milieu des années 90 est synonyme d'une augmentation de la puissance pour la station de radio. Le matériel est vieillissant, mais surtout, l'antenne d'une puissance de 25 watts ne suffit plus à la tâche. L'équipe met alors en place des stratégies pour augmenter la portée de l'antenne, dont la plus payante qui consiste à la déplacer sur le toit de l'hôpital Pierre-Boucher de Longueuil, permettant également d'aller gagner 250 watts de plus en investissant dans du matériel grâce à une subvention de 120 000 $ du Centre local de développement. De plus, la fréquence de 103,1 Mhz est convoitée par d'autres stations de radio, ce qui rend incertaine la continuation des activités de diffusion. En accord avec le CRTC, l'équipe de FM 103,3 obtient la licence pour la fréquence de 103,3 Mhz, en parallèle du déménagement de son antenne sur le toit de l'hôpital. Par la suite, en 2005, l'antenne déménage à nouveau pour être installée sur le mât du Stade olympique de Montréal et la puissance passe à 1 500 watts, ce qui autorise une couverture de diffusion à l'ensemble des agglomérations du territoire de Longueuil.
Depuis 2019, l'antenne de FM 103,3 est située sur l'antenne du Mont Royal, appartenant à Cogeco et à Radio-Canada.  
En octobre 2023, la radio célèbre ses 35 ans d'existence et profite de l'occasion pour le lancement du livre intitulé FM 103,3, 35 ans d'histoire, qui relate l'histoire de la station,.         

## Organisation

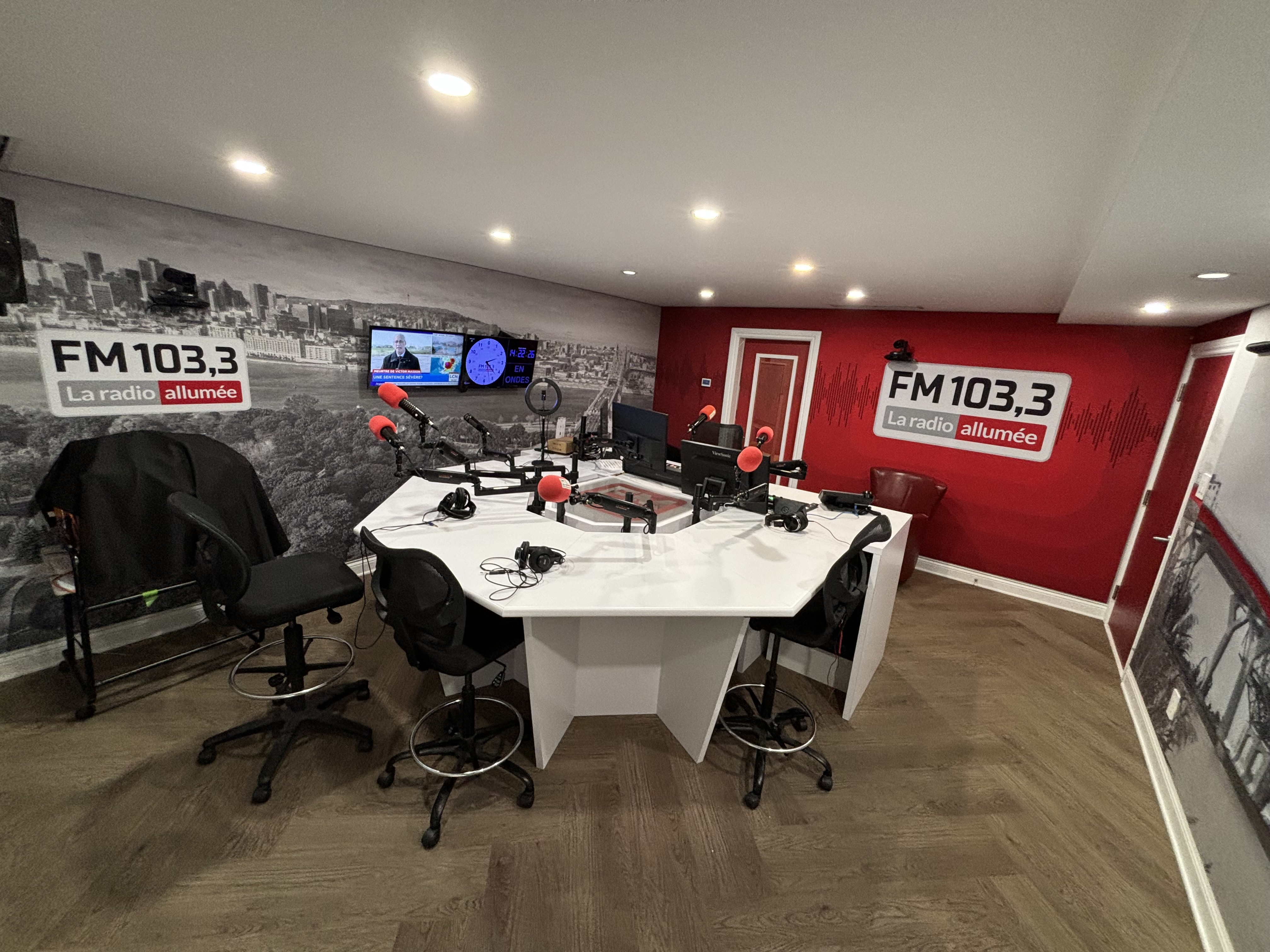
Autre prise de vue du studio.

### Mission
Unique média électronique à produire des actualités rive-sudoises quotidiennement, la radio FM 103,3 FM se donne pour mission de « contribuer à l’émergence de l’identité de la Rive-Sud et d’en favoriser l’expression. Étant une radio enracinée dans son milieu et au service de sa communauté, le FM 103,3 contribue également au mieux-être de cette dernière en participant étroitement à son développement culturel, social et économique ».

### Fonctionnement de l'organisme
La station de radio FM 103,3 compte sur un conseil d’administration comprenant neuf membres qui se rencontrent trimestriellement avec la direction générale pour faire le point sur les grandes orientations et sur la gestion en général de l’entreprise. La direction générale a le mandat de diriger et organiser les ressources financières, humaines et techniques pour offrir un service radiophonique rentable, de qualité et en concordance avec la licence attribuée par le CRTC. Une fois l’an, les membres de la corporation sont convoqués à une assemblée générale dans les 120 jours de la fin de l’année financière, le 31 août de chaque année. Les états financiers vérifiés sont alors déposés et entérinés par les membres.  
Depuis 30 ans, les administrateurs et les dirigeants de la station mettent à profit le processus de planification stratégique triennal et annuel pour orienter leurs décisions. La programmation s’épanouit d’année et année et suit les tendances actuelles. 
La station compte sur une équipe de 15 employés et plus de 60 bénévoles.

### Financement
FM 103,3 est autofinancée à plus de 90%. La moitié de son financement provient de l'organisation du Bingo Radio qui existe depuis 1995, et plus récemment du jeu La chasse à l'as de cœur, qui finance également des organismes communautaires de la Rive-Sud. L'autre moitié du financement est issu de la vente de publicités et d'une petite subvention d'Emploi-Québec.

### Politique interne

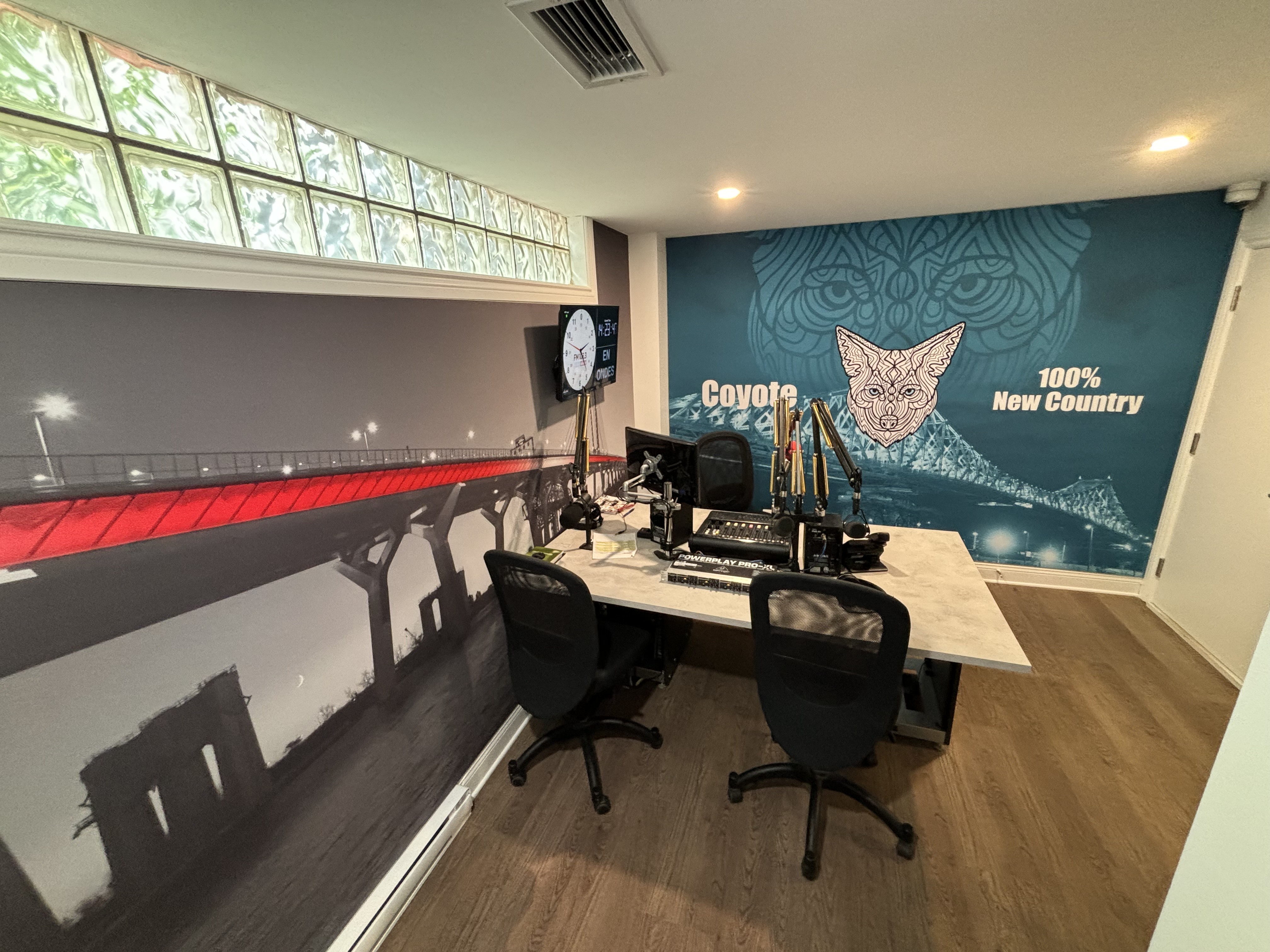
Studio de musique country.

Depuis 2012, FM 103,3 possède une Politique et règles d’éthique en matière de radiodiffusion, de traitement de l’information, d’utilisation de l’Internet et des médias sociaux. La politique énumère les engagements de la radio envers le Conseil de la radiodiffusion et des télécommunications canadiennes (CRTC), la communauté régionale et envers l'intérêt public. De plus, les fonctions, les pouvoirs et les responsabilités du personnel sont rappelés et précisés, ainsi que les aspects éthiques et juridiques inhérents à un média qui diffuse entre autres de l'information. 

### Personnalités publiques
La radio communautaire de la Rive-Sud a permis à de nombreux artistes de se faire connaître en diffusant leur répertoire musical et leurs œuvres : 
- Bruno Pelletier
- Jérôme Charlebois (chanteur)
- Le groupe Noir Silence
- Vince Lemire (chanteur)
- Véronique Labbé (chanteuse de musique country)
- France d'Amour
- Tocadéo
- Dominique Hudson
- Josée Bournival (écrivaine)
- Christian Sbrocca

## Technologies de diffusion
CHAA-FM utilise plusieurs technologies de diffusion pour ses programmes et ses émissions. La station de radio dispose d’une licence de radiodiffusion francophone de type communautaire opérant sur une bande à fréquence modulée accordée par le CRTC pour desservir la communauté de l’agglomération de la Ville de Longueuil et ses environs. CHAA-FM utilise la technologie HD Radio sur la bande FM en mode hybride, ce qui lui permet de diffuser du son et des données via un signal numérique en parallèle d'un signal analogique. 

## Identité visuelle

### Logotype

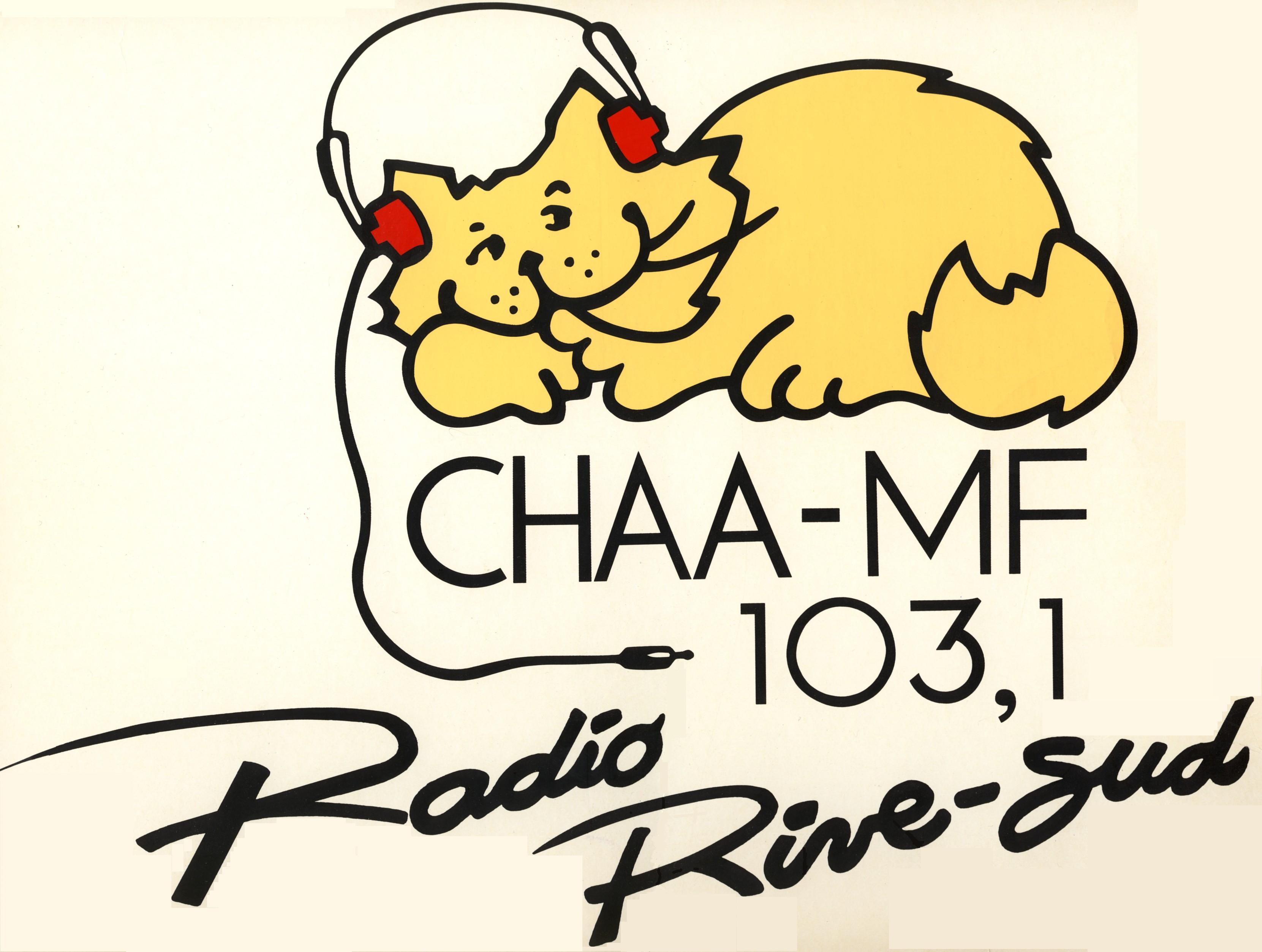
Premier logo de 1987.
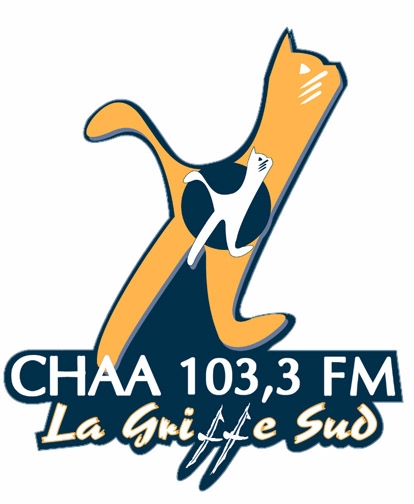
Mise à jour du logo en 2000.
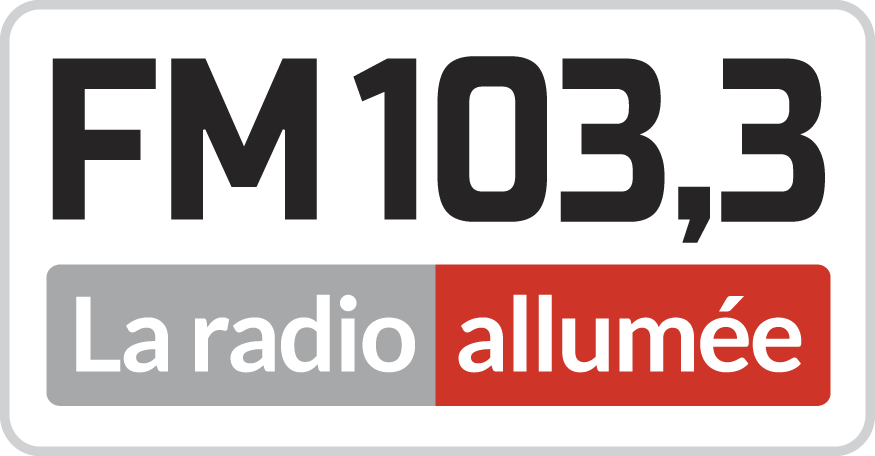
Mise à jour du logo en 2021.
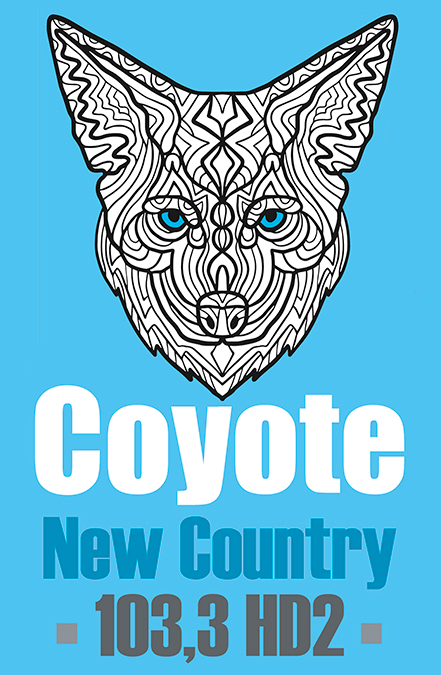
Logo country alternatif de 2021.